# Gates of Haast
Die Gates of Haast sind Stromschnellen des Haast River im Mount-Aspiring-Nationalpark auf der Südinsel Neuseelands. Sie liegen 91 km hinter Wanaka an einer Brücke des New Zealand State Highway 6 über den Fluss, der hier eine Klamm durchfließt. Ihre Fallhöhe beträgt rund 4 Meter.
Von Wanaka kommend befindet sich hinter der Brücke ein kleiner Parkplatz, von dem aus die Brücke unter Berücksichtigung des Straßenverkehrs zur Sichtung der Stromschnellen begangen werden kann.